# 宮下恵茉
宮下 恵茉（みやした えま）は、日本の児童文学作家。梅花女子大学准教授。

## 略歴
大阪府茨木市生まれ。大阪府立三島高等学校、梅花女子大学文学部児童文学科卒業。
2007年、『ジジ きみと歩いた』で小川未明文学賞大賞、児童文芸新人賞を受賞。

## 著書
- 『ジジきみと歩いた』（山口みねやす絵、学習研究社、学研の新・創作シリーズ） 2007
- 『うわさの雨少年』（丸山薫絵、ポプラ社、ポプラ物語館） 2008
- 『ガール! ガール! ガールズ! : It’s a girl’s world.』（山田花菜絵、ポプラ社） 2009、のち文庫（KUJIRA絵）
- 『ロストガールズ』（たかおかゆみこ絵、岩崎書店、物語の王国） 2009
- 『あの日、ブルームーンに。』（カタノトモコ絵、ポプラ社、teens' best selections） 2011、のち文庫（もか絵）
- 『真夜中のカカシデイズ』（ヒロミチイト絵、学研教育出版、ティーンズ文学館） 2011
- 『ガチャガチャ☆GOTCHA! カプセルの中の神さま』（宮尾和孝絵、朝日学生新聞社） 2013
- 『なないろレインボウ』（カタノトモコ絵、ポプラ社、teens' best selections） 2014
- 『龍神王子 ドラゴン・プリンス!』1 - 15巻、外伝1巻（kaya8絵、講談社青い鳥文庫） 2014 - 2020
- 『スマイル・ムーンの夜に』（鈴木し乃絵、ポプラ社、teens' best selections） 2018
- 『ぼくんちワンダーランド ～宮下恵茉 ふしぎな7つのおはなし集～』（rekko絵、CATパブリッシング） 2020
- 『精霊人、はじめました!』（十々夜絵、PHP研究所、カラフルノベル） 2020
- 『9時半までのシンデレラ』（萩森じあ絵、講談社）

### 「チャームアップ・ビーズ!」シリーズ
（初空おとわ画、童心社、フォア文庫）
1. 『クローバーグリーンで友情復活!』 2010
2. 『スターイエロー大作戦!』 2011
3. 『ピンクハートで思いよ、届け!』 2012

### 「魔女じゃないもん!」シリーズ
（和錆絵、集英社みらい文庫）
1. 『転校生は魔法少女!?』 2012
2. 『悪魔の手先にご用心!?』 2012
3. 『リセ＆バンビ、危機一髪!!』 2013
4. 『消えたミュウミュウを探せ!』 2013

### 「つかさの中学生日記」シリーズ
（カタノトモコ絵、ポプラポケット文庫）、のち図書館版「つかさのスクールダイアリー」
1. 『ポニーテールでいこう!』 2013
2. 『トモダチのつくりかた』 2013
3. 『部活トラブル発生中!?』 2014
4. 『嵐をよぶ合唱コンクール!?』 2014
5. 『流れ星は恋のジンクス』 2015

### 「キミと、いつか。」シリーズ
（染川ゆかり絵、集英社みらい文庫）
1. 『近すぎて言えない”好き”』 2016
2. 『好きなのに、届かない“気持ち”』 2016
3. 『だれにも言えない“想い”』 2016
4. 『おさななじみの“あいつ”』 2017
5. 『すれちがう“こころ”』 2017
6. 『ひとりぼっちの“放課後”』 2017
7. 『”素直”になれなくて』 2018
8. 『本当の”笑顔”』 2018
9. 『夢見る”クリスマス”』 2018
10. 『ボーイズ編 ぼくたちの”本音”』 2019
11. 『本当の”スキ”』2019
12. 『伝えられない”言葉”』2019
13. 『星空の”願い”』2020
14. 『とっておきの”告白”』2020
15. 『永遠の“約束”』2020

### 「学園ファイブスターズ」シリーズ
（kaya8絵、講談社青い鳥文庫）
1. 『選ばれしもの』 2019
2. 『仲間をさがせ』 2019
3. 『5つの星がそろうとき』 2020
4. 『見えない敵』 2020
5. 『たいせつな存在 』 2020

### 「ここは妖怪おたすけ委員会」シリーズ
（いちごイチエ絵、角川つばさ文庫）
1. 『妖怪スーパースターズがやってきた☆』 2016
2. 『委員長は雑用係!?』2016

### 「たまごの魔法屋トワ」シリーズ
（星谷ゆき絵、文響社）
1. 『たまごの魔法屋トワ』 2020
2. 『空色とオーロラの夜』 2020
3. 『さくら色と銀色の空』 2021
4. 『ふたつの世界、つながる光』 2021

### 「魔女フレンズ」シリーズ
（子兎。絵、学研プラス）

#### 「ひみつの魔女フレンズ」
1. 『はじめてのマジカル☆ストリート』 2021
2. 『心をつなぐ、時間の魔法』 2021
3. 『遊園地で魔法のやくそく☆』 2021
4. 『魔法学校でつながるキズナ』 2022
5. 『まいごの子犬と魔法のリング』 2022
6. 『ふたりをむすぶトクベツな魔法』 2023

#### 「となりの魔女フレンズ」
1. 『カギからはじまる友だちの魔法』 2023
2. 『雨あがりにきらめく笑顔の魔法』 2024

### 「まもってあげたい!」シリーズ
（たま絵、ポプラキミノベル）
1. 『運命の相手は鬼男子!?』 2021
2. 『わたしの中の記憶』 2022
3. 『過去と現在、そして未来へ』 2022

### 「好きって言って!」シリーズ
（はねこと絵、講談社青い鳥文庫）
1. 『カレは秘密の王子さま!?』 2021
2. 『良縁祈願屋、はじめます!』 2021
3. 『すれちがうふたり』 2022
4. 『もし、恋が消えたら』 2022
5. 『運命の赤い糸』 2022

### 共著
- 『好きって、こわい?』（令丈ヒロ子編・作、越水利江子, 小林深雪, 藤木稟共著、講談社） 2012
- 『視えるがうつる!? 地霊町ふしぎ探偵団』（越水利江子, 小島水青, 横山充男共著、TAKA絵、メディアファクトリー、角川つばさ文庫） 2013
- 『キラキラ! ココロときめくアンソロジー』（工藤純子, 菅野雪虫, みずのまい, 向井湘吾共著、ポプラポケット文庫） 2015
- 『あまからすっぱい物語 2 おとなの味』（吉野万理子, 石川宏千花, 加藤純子, 岩瀬成子共著、小学館） 2016
- 『恋愛トラブル・ストーカー』（みうらかれん, 長江優子共著、金の星社、NHKオトナヘノベル） 2017
- 『5分でときめき! 超胸キュンな話』（みゆ, みずのまい, 夜野せせり, 針とら共著、集英社みらい文庫） 2017
- 『おもしろい話が読みたい! ゲキ恋!』（有沢ゆう希, 伊藤クミコ, 緒川さよ共著、講談社青い鳥文庫） 2019
- 『ラストでわかる だれの手紙』（たからしげる, 吉野万理子, 森川成美, みずのまい, 芝田勝茂, 村山早紀, 石井睦美, 令丈ヒロ子, 松原秀行, 天沼春樹共著、PHP研究所） 2020
- 『ひみつの相関図ノート』（望月麻衣, 如月かずさ, 神戸遥真, もえぎ桃, 地図十行路, 松素めぐり, にかいどう青共著、ポプラ社） 2024

#### 「初恋ダイアリー」
- 『初恋ダイアリー 片思い』（成田サトコ, 濱野京子共著、ポプラ社） 2011
- 『初恋ダイアリー 告白』（成田サトコ, 濱野京子共著、ポプラ社） 2012
- 『初恋ダイアリー デート』（成田サトコ, 濱野京子共著、ポプラ社） 2012

#### 「笑い猫の5分間怪談」
- 『笑い猫の5分間怪談 4 真冬の失恋怪談』（那須田淳編・作、緑川聖司, 藤木稟, 柏葉幸子, 松原秀行, はやみねかおる, 令丈ヒロ子共著、KADOKAWA / アスキー・メディアワークス） 2015
- 『笑い猫の5分間怪談 5 恐怖の化け猫遊園地』（那須田淳編・作、藤木稟, 緑川聖司, 雪乃紗衣, 柏葉幸子共著、KADOKAWA / アスキー・メディアワークス） 2016
- 『笑い猫の5分間怪談 8 悪夢の化け猫寿司』（那須田淳編・作、緑川聖司, 越水利江子, 松原秀行, 芝田勝茂, 藤木稟共著、KADOKAWA） 2016
- 『笑い猫の5分間怪談 11 失恋小説家と猫ゾンビ』（那須田淳編・作、松原秀行, 柏葉幸子, 雪乃紗衣共著、KADOKAWA） 2017

## 編訳
- 『赤毛のアン』（L・M・モンゴメリ作、坪田信貴監修、KADOKAWA、100年後も読まれる名作 7） 2018